# Avgust Kuhar
Avgust Kuhar ("Prežihov Gustl") nestor slovenskih varnostnih tehnikov in varnostnih inženirjev, publicist, rojen Kotlje 23. 8. 1906, umrl 17. 10. 1964 

## Življenje in delo
Avgust Kuhar je bil eden od bratov iz znamenite koroške družine Prežihovih: Lovro Kuhar (pisatelj), Avgust Kuhar (varnost pri delu), Ivan /Anza Kuhar (tragično umrl leta 1944) in Alojzij Kuhar (duhovnik, dopisnik časnika Slovenec, diplomat v jugoslovanski emigrantski vladi). Študiral je v Mariboru najprej na humanistični gimnaziji ter nato na tehniški srednji šoli v Ljubljani in diplomiral na njenem elektrotehniškem oddelku. Služboval je v Ljubljani, na Jesenicah in od 1. januarja 1951 v Železarni Ravne. Pomemben je bil tudi kot urednik glasila ravenske železarne Koroški fužinar, ki je sicer na prvo mesto postavljal železarsko stroko, a hkrati pisal o Koroški. Leta 1951 je bil eden od soustanoviteljev Delavskega muzeja Ravne na Koroškem, danes Koroškega pokrajinskega muzeja. 
V Železarni Ravne je po 2. svetovni vojni med prvimi v Sloveniji vpeljal ukrepe za preprečevanje nezgod pri delu, ki so postali zgled za preostalo Slovenijo in Jugoslavijo. Po njem se imenuje ustanova Fundacija Avgusta Kuharja, ki jo je s soglasjem ministra za delo leta 1996 ustanovila Zveza društev varnostnih inženirjev Slovenije (ZDVIS), da bi podeljevala nagrade za izjemne strokovne dosežke v stroki varnosti in zdravja pri delu ter priznanja za dolgotrajno strokovno delo v društvih varnostnih inženirjev. Tako se naj bi krepila zavest o potrebnosti sistematičnega strokovnega varovanja zdravja pri delu ter življenjskega in delovnega okolja. Od leta 1997 podeljuje tri vrste nagrad Avgusta Kuharja za izjemni dosežek, za življenjsko delo in za najboljše diplomsko delo študenta Katedre za poklicno, procesno in požarno varnost Fakultete za kemijo in kemijsko tehnologijo Univerze v Ljubljani.